# Волгоградська область
Волгогра́дська область (рос. Волгогра́дская о́бласть) — область в Росії, на південно-сході Східно-Європейської рівнини, суб'єкт Російської Федерації.
- Адміністративний центр — місто Волгоград
- Входить до складу Південного федерального округу Російської Федерації

## Географія
З півночі на південь і із заходу на схід область простягнулася більш ніж на 400 км. Загальна довжина границь області — 2221,9 км, у тому числі із Саратовською областю 29,9%, Ростовською 26,8%, Астраханською 11,4%, Воронезькою 11,3% областями, Республікою Калмикією 10,9% і Казахстаном 9,7%.
Волгоградська область має вигідне географічне положення, будучи головними воротами на південь Росії з виходом на Іран, Ірак, Кавказ і Казахстан.
Займає площу 112,9 тис. км² (78% становлять землі сільськогосподарського призначення).
На території області 1506 населених пунктів, що перебувають у складі 39 муніципальних утворень (6 міст обласного підпорядкування й 33 сільських району). Вони об'єднані в 8 регіональних округів (Волзький, Іловлінський, Калачевський, Михайлівський, Новоаннінський, Палласовський, Урюпинський і Фроловський).

### Кліматичні умови
Клімат області посушливий, з різко вираженою контінентальністю. Північно-західна частина перебуває в зоні лісостепу, східна — у зоні напівпустель, наближаючись до справжніх пустель. Середня температура січня становить від -8 до -12, липня - від +22 до +24. Середньорічна кількість опадів випадає на північному заході до 500 мм, на південному сході — менш 300 мм. Абсолютний максимум (+42 °C … +45 °C тепла) спостерігається звичайно в липні — серпні. Абсолютний мінімум температури повітря становить −36 °C … −41 °C морозу й спостерігається в січні — лютому.
Середньобагаторічні строки утворення стійкого сніжного покриву в північних районах — 11-17 грудня, у південних — 20-25 грудня. Сніжний покрив зберігається від 90 до 110 днів. Середні значення висоти сніжного покриву коливаються від 13 до 22 см.
Зима у Волгоградській області, як правило, починається в листопаді й триває 130–150 днів. Весна звичайно коротка, настає в березні — квітні. У травні часто бувають заморозки, наносячи великий збиток сільськогосподарським культурам і плодоносним садам. Літо встановлюється в травні, іноді в червні й триває біля 3-х місяців. Осінь триває із середини вересня до середини листопада. У вересні часто бувають заморозки.

### Ґрунти
Рельєф різноманітний, від безстічної низинної рівнини в Заволжя до піднесеної розчленованої території на півночі й заході області. Область розташована в межах 2-х ґрунтових зон — чорноземної й каштанової. Ґрунти чорноземного типу займають близько 22 % площі, каштанового — 44 %, інтразональні (з перевагою солонців) — 14 %. За умовами тепло- і вологозабезпеченості й особливостям складу ґрунтів територія Волгоградської області ділиться на чотири агрокліматічні зони: степова, сухостепова, пустельна й напівпустельна.
Розташована в зоні сухих степів і напівпустель, Волгоградську область відносять до малолісних регіонів. При загальній площі 113 тис. км², ліси в області займають лише 4,3 %. Загальна площа лісів Волгоградської області становить 699,0 тис. га.

### Гідрографія
По території області протікає близько 200 річок різної величини. Вони відносяться до басейнів Азовського й Каспійського морів, Прикаспійського й Сарпінського безстічних басейнів. Більша частина території регіону дренується Доном з його притоками: Хопром, Медедіцею, Іловлею, Чиром, Донською Царицею, Мишковою, Аксаєм, Курмоярським Аксаєм — усього 165 річок. Волзький басейн займає вузьку смугу уздовж долини Волги й включає 30 водотоків.
На великій території Прикаспійського безстічного району (22 172 км²) річок мало, вони впадають в озеро Ельтон (Сморогда, Хара, Ланцуг). Річки, що відносяться до Сарпінського безстічного басейну, стікають зі східного схилу Єргенінської височини й впадають в озера Сарпа й Цяця.
Загальна довжина річок, що протікають по території Волгоградської області, становить 7 981 км, 9 з них мають довжину більше 200 км, їхня сумарна довжина в межах області — 1947 км. Живлення річок відбувається за рахунок атмосферних опадів (80—90 % усього обсягу) і ґрунтових вод.

## Транспорт
Через територію області проходять важливі залізничні, автомобільні, водні й повітряні траси. Загальна довжина залізничних колій становить 1,6 тис. км, внутрішніх судноплавних шляхів — 1,5 тис. км, автомобільних доріг — понад 14 тис. км (83 % доріг загального користування мають тверде покриття). Низов'я Волги й Дону, сполучені Волго-Донським судноплавним каналом, створюють сприятливі умови для транспортування різних вантажів через область із портів держав Європи в зони судноплавства Африки, Близького й Середнього Сходу.

## Флора й фауна
Тваринний світ області досить багатий і своєрідний, що обумовлене особливостями її географічного положення й клімату, різноманітністю й контрастністю ландшафтів. За попередніми оцінками, на території області живе більше 15 тисяч видів безхребетних і близько 500 видів хребетних тварин, у тому числі близько 9 тисяч видів комах, 80 видів риб, 8 видів земноводних, 15 видів плазунів, 300 видів птахів і 80 видів ссавців.
Широкий спектр екологічних умов і багатий набір місцеперебувань від болотних до напівпустельних, вкраплених в основне тло степового ландшафту, забезпечують можливість для існування тварин з різними типами ареалів і екологічними вимогами до середовища перебування.
Більшість степових і напівпустельних тварин — мешканці відкритих просторів. Серед ссавців найрізноманітніші й найчисельніші представники загону гризунів. Характерними представниками степової фауни є ховрах малий, ховрах крапчастий, сліпачок степовий, полівка звичайна, мишівка південна, тушкан великий, строкатка степова, а також заєць-русак (єдиний представник загону зайцеподібних), їжак вухатий і мідицеві (надряд комахоїдних). З будівельниками нір повв'язане життя практично всіх степових хижаків — степового тхора, лисиці, корсака. Іноді на території області можна зустріти шакала, степового, очеретяного, лісового кота.
Деякі види ссавців живуть лише на частині території області. Так Волга є західною межею ареалу білозубки білочеревої, жовтого ховраха. З півдня й зі сходу на територію області іноді заходять невеликі групи сагайдаків.
Із птахів типовими мешканцями відкритих просторів є жайворонки (польовий і степовий), денні хижі птахи (кібчик, боривітер звичайний, чорний шуліка, курганник, степовий орел і ін.), курині (сіра куріпка й перепілка звичайна), журавлеподібні (журавель степовий), дрохвові (дрохва, хохітва). Із плазунів найзвичайніші ящірка прудка та ящурка піщана, полози; повсюдна, хоча й більше рідка, степова гадюка; з безхребетних тварин — багатоніжки, павуки, гамазові й панцирні кліщі, жуки, напівтвердокрилі й ін.
Фауна лісів і штучних лісонасаджень набагато багатша й різноманітніша. Однак через те, що площа, зайнята під лісами порівняно невелика, чисельність більшості лісових тварин невелика. Зі ссавців типовими мешканцями лісів є звичайний їжак, землерийка — білозубка мала, соня лісова, миша-крихітка, єнот уссурійський, лісовий тхір, лісова й польова миші, кажани, звичайний кабан і лось; із птахів — сорокопудові, дятли, дрозди, кропив'янки, мухоловкові, синиці, пугачі, сови й ін.
Водойми області і їхні узбережжя характеризуються великою видовою різноманітністю фауни, високою продуктивністю й наявністю значного числа рідкісних видів. Зі ссавців у водоймах зустрічається 6 видів (бобер, ондатра, хохуля, водяна полівка, рясоніжка й норка), хоча ступінь їхньої адаптації до перебування у воді різний. Останні три види значну частину часу проводять поза водоймами. За винятком ондатри й норки, що зустрічаються майже повсюдно (хоча й з невеликою чисельністю), решта водяні ссавці мають локальне поширення.
Істотне значення у функціонуванні водних і навколоводних екосистем грають лімнофільні птахи, які становлять більше 30 % від загального числа птахів, що зустрічаються на території області. Частіше інших водойми заселяють річкові качки — крижень, чирки, а з ниркових — червоноголовий і білоокий. Повсюдно зустрічаються також поганки (більша й сірощіка), аїстоподібні (сіра чапля, кваква, випь). Із земноводних найзвичайнішим мешканцем водойм є озерна жаба, із плазунів — болотна черепаха й вужі (звичайний і водяний).
Багата й різноманітна іхтіофауна водойм, у складі якої налічується 78 видів, що належать 15 загонам, серед яких найбільшою видовою різноманітністю відрізняються коропоподібні, що становлять значну частину виловів риби. У водоймах Донського басейну зустрічаються такі цінні види риб як донська стерлядь, чехоня, рибець, синець; у басейні Волги — осетер російський, білуга, стерлядь, севрюга, оселедець волзький, білорибиця. Найпоширеніші види — чорноморсько-каспійська тюлька (найчисленніша риба у Волгоградській області), верховодка, плоскирка, срібний карась, бичок бабка, лящ, окунь звичайний і гірчак. У складі іхтіофауни області є ряд видів, які акліматизувалися і вселилися по іригаційним каналах з інших басейнів (білий амур, строкатий і білий товстолобики, буфало великоротий, веслоніс, піленгас та інші).
Склад фауни водних безхребетних тварин особливо багатий і нараховує більш ніж 1200 видів, що ставляться до 19 класів і більш ніж 60 загонам. Гнітюча частина фауни — види, звичайні для прісних вод Європейської частини Росії (п'явки; двостулкові й черевоногі молюски; твистоусі й веслонігі ракоподібні, мізиди, бокоплави, річкові раки; лялечки бабок і хірономід; водні клопи-гребляки, гладуни, водомірки; водні жуки-водолюби, плавунці).
Рибний промисел і полювання — найважливіші види природокористування. У водоймах Волгоградської області добувається близько 30 видів риб; основними об'єктами промислу є лящ звичайний, плоскирка, карась срібний, плітка, товстолобик, судак звичайний, Синець звичайний, короп звичайний, чехоня, сом звичайний, щука звичайна, жерех.
Загальна площа мисливських угідь області становить близько 1 млн 172 тис. га. Видобуток мисливських тварин планується на підставі даних по чисельності з розрахунком збереження поголів'я, необхідного для розширення відтворення. До мисливських тварин відноситься більше 20 видів. Основні об'єкти промислу — заєць-русак, лисиця, ондатра, корсак, кабан, чирки, нирки, лисуха, сірий гусак.
Оранка земель, корінні перетворення гідрографічної мережі, вирубка лісів, будівництво доріг, нерегульований промисел і браконьєрство, а рекреаційне навантаження, що також підсилюється, істотно змінюють умови життя багатьох видів тварин. Однією із загальноприйнятих форм охорони біорізноманіття є занесення видів у Червоні книги. За станом на 1 січня 2004 р. до Червоної книги Волгоградської області занесено 134 види тварин.

## Корисні копалини
Волгоградська область має високий потенціал природних ресурсів для розвитку мінерально-сировинної бази на основі зосереджених у надрах різноманітних корисних копалин: вуглеводневої сировини (нафта, конденсат, газ), хімічного (калійні, магнієві, натрієві солі, фосфорити) і цементної сировини для металургійної промисловості (формувальні піски), промисловості будматеріалів (карбонатні породи й пісковики для виробництва щебенів і бутового каменю, піски й глини різного призначення), залізних руд, кольорових і рідких металів (титано-цирконієві розсипи) і т. д. Значні запаси підземних вод, у тому числі мінеральних.

## Адміністративний поділ
- Алексєєвський район
- Биковський район
- Даниловський район
- Дубовський район
- Городищенський район
- Єланський район
- Жирновський район
- Іловлінський район
- Калачевський район
- Камишинський район
- Кіквідзенський район
- Клетський район
- Котельниковський район
- Котовський район
- Кумилженський район
- Ленінський район
- Михайлівський район
- Нехаєвський район
- Миколаївський район
- Новоаннінський район
- Новомиколаївський район
- Октябрський район
- Ольховський район
- Палласовський район
- Руднянський район
- Світлоярський район
- Серафімовіцький район
- Середньоахтубінський район
- Старополтавський район
- Суровікінський район
- Урюпінський район
- Фроловський район
- Чернишковський район

## Населення
Чисельність населення — 2635,6 тис. осіб (2006) (2655,2 — 2005). Щільність населення: 23,3 oc./км² (2006) (23,3 — 2005), питома вага міського населення: 75,4% (2006) (75,3% — 2005).
| Росіяни                                         | 2 399,3 (88,9%) |
| Українці                                        | 56,3 (2,1%)     |
| Казахи                                          | 45,3 (1,7%)     |
| Татари                                          | 28,6 (1,1%)     |
| Вірмени                                         | 27,0 (1,0%)     |
| Німці                                           | 17,1            |
| Азербайджанці                                   | 14,3            |
| Чеченці                                         | 12,3            |
| Білоруси                                        | 12,2            |
| Чуваші                                          | 8,4             |
| Цигани                                          | 7,3             |
| Корейці                                         | 6,1             |
| Марійці                                         | 6,0             |
| показані народи з чисельністю більше 5 000 осіб |                 |